# Trasfigurazione (Rubens)
La Trasfigurazione è un dipinto ad olio su tela realizzato da Peter Paul Rubens tra il 1604 e il 1605, attualmente conservato presso il Musée des Beaux-Arts di Nancy..

## Storia
L'opera fu commissionata nel 1604 da Vincenzo I Gonzaga al Rubens per decorare la cappella maggiore della chiesa della Santissima Trinità di Mantova, edificata per accogliere la Compagnia di Gesù. Fu pensata per essere collocata a destra dell'altare maggiore, dove invece si trovava la Trinità adorata dalla famiglia Gonzaga; a sinistra dello stesso era appeso invece il Battesimo di Cristo. La tela fu dipinta senza alcun disegno preparatorio e nel giugno del 1605 i tre soggetti furono portati a termine. Il ciclo pittorico della cappella può essere considerata il primo capolavoro di Rubens.
Nel 1798, le truppe di Napoleone Bonaparte entrarono nella città e, nell'ambito delle spoliazioni napoleoniche, il dipinto fu sottratto per essere inviato al Muséum central des arts de la République (successivamente Museo del Louvre); nel 1803 fu trasportato al Musée des Beaux-Arts di Nancy, anche se il trasferimento della proprietà è avvenuto soltanto nel 2008.
Danneggiata durante la Seconda guerra mondiale, nel corso della quale fu piegata, la tela fu sottoposta a restauri per due mesi sul finire degli anni Ottanta (con operazioni consistenti in pulitura con acqua distillata, raschiatura delle ridipinture e rimozione dei vecchi stucchi e della colla), in seguito ai quali sono emersi numerosi pentimenti in corso d'opera da parte di Rubens. Grazie a questi restauri - finanziati dalla città di Nancy e dalla Francia e realizzati al Musée des Beaux-Arts e non al Louvre, a causa delle monumentali dimensioni del dipinto - è stata accresciuta l'attenzione del pubblico sull'opera.

## Descrizione
Rubens si è lasciato ispirare fortemente dalla Trasfigurazione di Raffaello: in particolare ciò è riscontrabile nella composizione, scegliendo di rappresentare sia il momento della Trasfigurazione che quello della guarigione di un bambino posseduto. Nel suo Voyage d'un François en Italie, Jérôme Lalande ha sottolineato che Rubens riesce a collegare meglio i due episodi rispetto a Raffaello. L'innovazione del fiammingo, oltre al formato orizzontale, sta sostanzialmente nel gusto barocco. Questo è particolarmente evidente dalla potenza delle figure, dalla sensualità dei personaggi femminili e dalla veemenza di quelli maschili. La scelta compositiva, così come il colorismo caldo e vigoroso, si rifà all'arte veneziana del XVI secolo e soprattutto a Tiziano, Tintoretto e Paolo Veronese.
I colori della tela risultano in forte contrasto tra loro. La luce che illumina la scena, che quasi sembra sorgere dalla figura di Cristo, facilita la lettura del dipinto, che dalla parte superiore scende verso il bambino posseduto. Gesù è affiancato dalle figure di Mosè ed Elia, mentre gli apostoli Giovanni, Giacomo e Pietro si prostrano ai suoi piedi. La teatralità della scena viene grandemente accentuata dalla posizione oltraggiosa assunta dal bambino e dal gigantismo degli altri apostoli, sulla parte sinistra della scena.
Opera rubensiana della sua giovinezza, come testimoniano i pentimenti, fu caratterizzata da un'esecuzione rapida, con poche esitazioni. Secondo lo storico dell'arte Édouard Michel, che elogia la ricchezza pittorica della Trasfigurazione e segnatamente nei giochi di luce su Maria Maddalena e le ombre degli alberi, si tratta di un'evoluzione al contempo razionale e rapidissima dello stile del pittore, a partire dalle opere del 1602 del Trionfo di sant'Elena e dell'Incoronazione di spine.
Questo contrasto di ombre e di luci è stato anche considerato da taluni studiosi come una rappresentazione della natura divina, con la luce che diventa talmente abbagliante da tornare in un certo qual modo ad essere oscurità e ostacolo alla vista. Per François Robert, Rubens ha tratto ispirazione dalla caduta dei meteoriti per raffigurare l'irrompere della natura divina in Terra..

## Galleria d'immagini

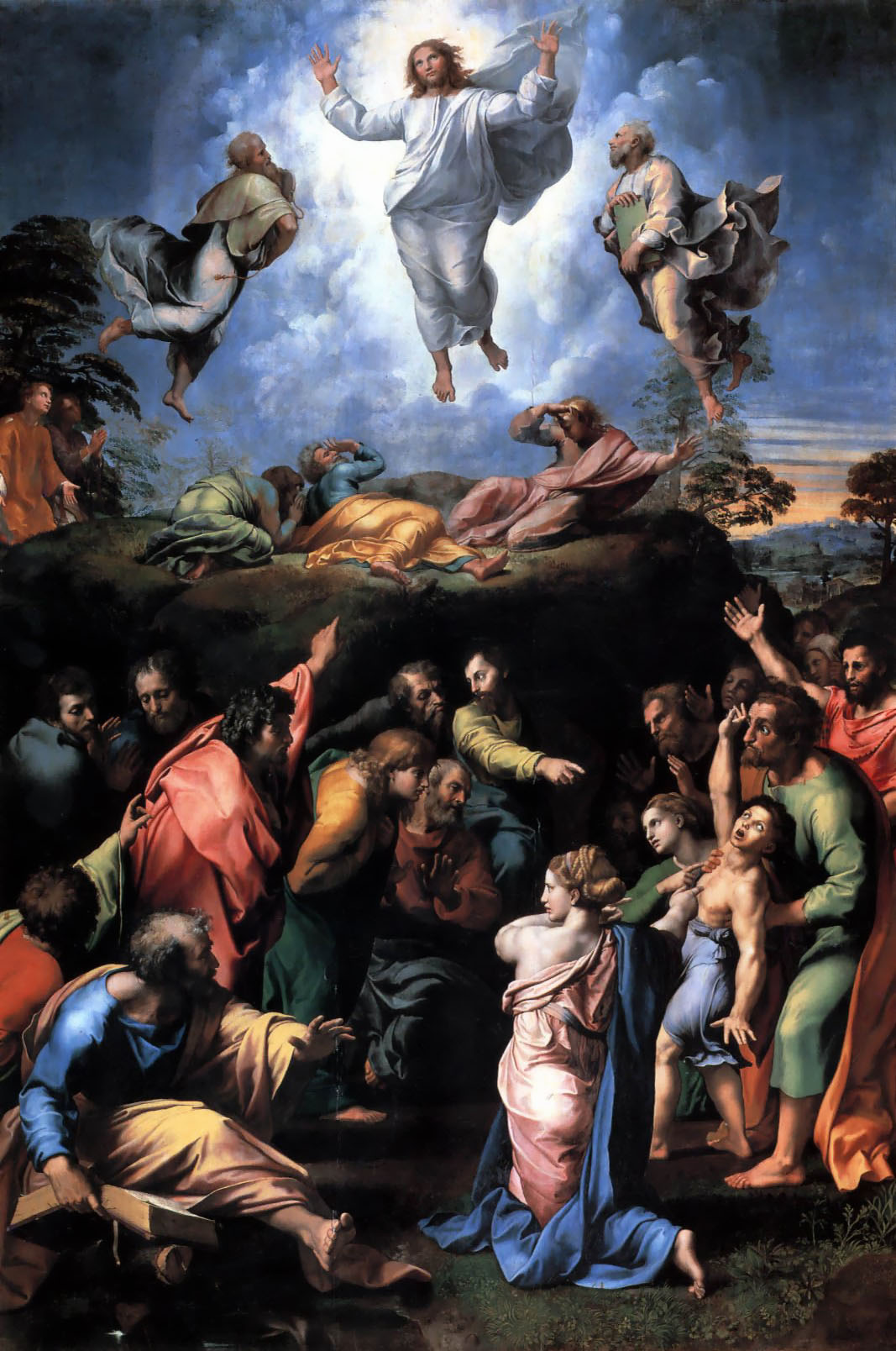
La Trasfigurazione di Raffaello, punto di riferimento per la versione rubensiana.
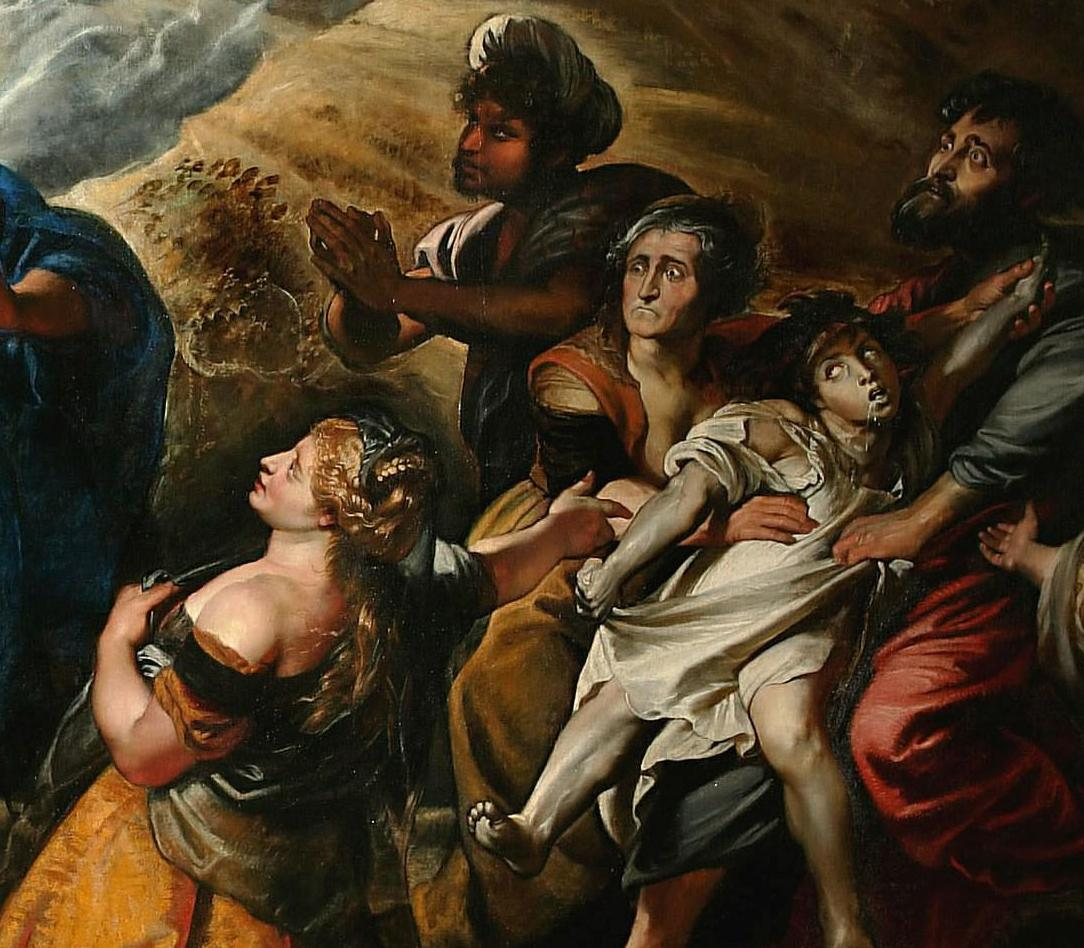
Dettaglio della Trasfigurazione di Rubens, dove è possibile osservare Maria Maddalena a sinistra e il fanciullo indemoniato a destra.
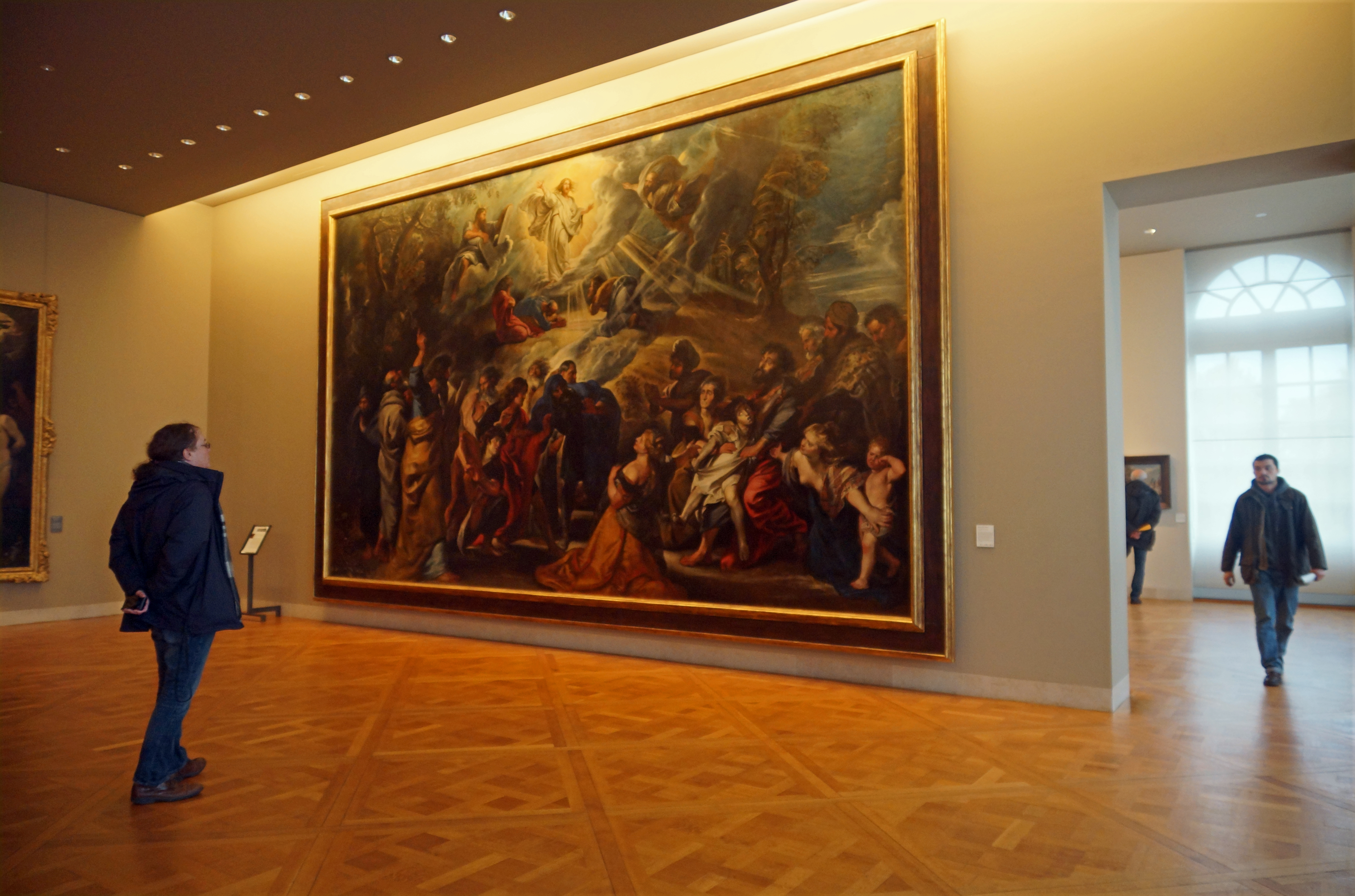
Veduta della tela all’interno del museo. Sono ben evidenti le sue dimensioni imponenti.